# Pyramide (album de Werenoi)
Pour les articles homonymes, voir Pyramide (homonymie).
Albums de Werenoi
Telegram 2
(2023) Pyramide 2
(2024)
Pyramide est le deuxième album de Werenoi sorti le 16 février 2024.
Une réédition de l'album intitulée Pyramide 2 est sortie le 18 octobre 2024.

## Genèse de l'album
Le 7 février 2024, le rappeur a sorti le single 16.02.2024 en tant que premier extrait, date qui fait référence à la sortie de cet album.
Quelques semaines plus tôt, il avait dévoilé sa tracklist.
Le 1er octobre 2024, le rappeur a publié 5 exclusivités en tant que premiers extraits sur son canal Telegram. La réédition est annoncée le 10 octobre sur sa chaîne YouTube.
Dans la réédition, sont trouvables plusieurs collaborations avec PLK sur En pétard, artiste avec qui il avait déjà collaboré dans son album Carré, sur le titre Escorte, et avec Gazo dans La famine, une collaboration longtemps attendue,.

## Liste des pistes
| Pyramide | Pyramide                          | Pyramide                              | Pyramide | Pyramide | Pyramide | Pyramide | Pyramide | Pyramide | Pyramide |
| No       | Titre                             | Compositeur(s)                        | Durée    |          |          |          |          |          |          |
| -------- | --------------------------------- | ------------------------------------- | -------- | -------- | -------- | -------- | -------- | -------- | -------- |
| 1.       | Intro Morphée                     | Wild MT                               | 3:20     |          |          |          |          |          |          |
| 2.       | Téléphérique                      | 2K, Gancho                            | 3:15     |          |          |          |          |          |          |
| 3.       | Pyramide (avec Damso)             | BBP                                   | 3:28     |          |          |          |          |          |          |
| 4.       | Animal                            | Barbe noire                           | 3:37     |          |          |          |          |          |          |
| 5.       | Dans un verre (avec SDM)          | Masta, RJacks                         | 2:57     |          |          |          |          |          |          |
| 6.       | Location                          | Barbe noire                           | 3:27     |          |          |          |          |          |          |
| 7.       | Témoin                            | Break Frappe Game, Floow On The Track | 2:44     |          |          |          |          |          |          |
| 8.       | Chaleur (avec Aya Nakamura)       | Floow On The Track, Marabout          | 2:39     |          |          |          |          |          |          |
| 9.       | Je suis en moto                   | Floow On The Track, Hogan             | 3:45     |          |          |          |          |          |          |
| 10.      | Maudit (avec Hamza)               | Noxious                               | 3:17     |          |          |          |          |          |          |
| 11.      | FBI                               | Floow On The Track, Marabout, A.L.V   | 3:01     |          |          |          |          |          |          |
| 12.      | Casse bélier                      | IMAN                                  | 3:28     |          |          |          |          |          |          |
| 13.      | Picasso                           | 2K, Gancho                            | 3:29     |          |          |          |          |          |          |
| 14.      | La vie de star (avec SCH et Maes) | 2K, Gancho                            | 3:16     |          |          |          |          |          |          |
| 15.      | Faf                               | Barbe noire                           | 3:27     |          |          |          |          |          |          |
| 16.      | 16.02.2024                        | 2K, Gancho                            | 2:49     |          |          |          |          |          |          |
| 17.      | Chemin de diamant                 | 2K, Gancho                            | 3:40     |          |          |          |          |          |          |
| 55:39    |                                   |                                       |          |          |          |          |          |          |          |

| Pyramide 2 | Pyramide 2            | Pyramide 2                  | Pyramide 2 | Pyramide 2 | Pyramide 2 | Pyramide 2 | Pyramide 2 | Pyramide 2 | Pyramide 2 |
| No         | Titre                 | Compositeur(s)              | Durée      |            |            |            |            |            |            |
| ---------- | --------------------- | --------------------------- | ---------- | ---------- | ---------- | ---------- | ---------- | ---------- | ---------- |
| 1.         | Alpha                 | Triple M                    | 3:18       |            |            |            |            |            |            |
| 2.         | Vermine               | Baille Broliker             | 3:07       |            |            |            |            |            |            |
| 3.         | La famine (avec Gazo) | Feezy                       | 3:10       |            |            |            |            |            |            |
| 4.         | C63                   | Barbe noire, Nafaz, Bumble  | 3:29       |            |            |            |            |            |            |
| 5.         | En pétard (avec PLK)  | DJ Bellek, Skillano         | 2:45       |            |            |            |            |            |            |
| 6.         | Moteur brûlant        | Barbe noire                 | 2:43       |            |            |            |            |            |            |
| 7.         | Pétunias              | RJacks Prodz, Masta, Keybee | 3:31       |            |            |            |            |            |            |
| 8.         | Emelyne               | Jersey, Camaya              | 2:59       |            |            |            |            |            |            |
| 9.         | Malus                 | 2K, Gancho                  | 2:44       |            |            |            |            |            |            |
| 10.        | L'or et la pierre     | Barbe noire                 | 3:32       |            |            |            |            |            |            |
| 11.        | Balkans               | Noxious                     | 2:43       |            |            |            |            |            |            |
| 12.        | 5 étoiles             | Sinay, CS Production        | 2:10       |            |            |            |            |            |            |
| 13.        | 6 étoiles             | Baille Broliker             | 2:59       |            |            |            |            |            |            |
| 14.        | Oméga                 | Triple M                    | 2:25       |            |            |            |            |            |            |
| 41:29      |                       |                             |            |            |            |            |            |            |            |

## Titres certifiés en France

### Pyramide
- Pyramide (avec Damso)  Diamant[7]
- Maudit (avec Hamza)  Diamant[8]
- Dans un verre (avec SDM)  Platine[9]
- Location  Platine[10]
- 16.02.2024  Platine[11]
- Chaleur (avec Aya Nakamura)  Or[12]
- Faf  Or[13]
- Téléphérique  Or[14]
- La vie de star (avec SCH & Maes)  Or[15]
- Animal  Or[16]

### Pyramide 2
- Pétunias  Diamant[17]
- C63  Or[18]
- La famine (avec Gazo)   Or[19]

## Clips vidéos
- 16.02.2024 : 7 février 2024
- Pyramide (avec Damso) : 16 février 2024
- Dans un verre (avec SDM) : 23 février 2024
- Location : 6 mars 2024
- Pétunias : 4 octobre 2024

## Accueil commercial
En première semaine, Pyramide s'écoule à 26 335 exemplaires en février 2024 tandis que la réédition Pyramide 2 s'écoule à 27 742 exemplaires en octobre 2024.

## Certifications et classements

### Classements

#### Pyramide
| Classement (2024)            | Meilleure position |
| ---------------------------- | ------------------ |
| Belgique (Wallonie Ultratop) | 1                  |
| France (SNEP)                | 2                  |
| Suisse (Schweizer Hitparade) | 1                  |

#### Pyramide 2
| Classement (2024)            | Meilleure position |
| ---------------------------- | ------------------ |
| Belgique (Wallonie Ultratop) | 2                  |
| Belgique (Flandre Ultratop)  | 2                  |
| France (SNEP)                | 1                  |
| Suisse (Schweizer Hitparade) | 2                  |

,,,(Mise en page nécessaire)

### Certifications et ventes
Les ventes cumulées de Pyramide et Pyramide 2
| Région        | Certification | Ventes/Streams |
| ------------- | ------------- | -------------- |
| France (SNEP) | 3 × Platine   | 300 000        |